# Luftwaffendivision
Eine Luftwaffendivision war ein Großverband der Bundeswehr, in dem die Einsatzverbände der Luftwaffe organisiert wurden. Die zeitweise bis zu sieben Divisionen waren zunächst noch für Aufgaben im Rahmen der Einsatzführung vorgesehen. Durch die zunehmende Einbindung in die NATO-Strukturen und das Bestreben, im Verteidigungsfall die Umstellung vom Friedens- zum Einsatzbetrieb möglichst reibungslos zu gestalten, rückte der Auftrag zur Einsatzvorbereitung und die truppendienstliche Führung der Verbände in den Vordergrund.
Im Rahmen der Neuausrichtung der Bundeswehr wurden zum 30. Juni 2013 die Luftwaffendivisionen aufgelöst und die unterstellten Verbände zum 1. Juli 2013 direkt dem Kommando Einsatzverbände Luftwaffe in Köln-Wahn unterstellt.

## Geschichte
Im Zweiten Weltkrieg führten Luftwaffendivisionen umfangreiche gemischte Kampfverbände auf den unterschiedlichen Kriegsschauplätzen.
Mit dem Aufbau der Armeen der beiden deutschen Staaten wurden unterschiedliche Ansätze bei der Organisation der Luftstreitkräfte gewählt. Eine Gemeinsamkeit war dabei jedoch die Aufstellung von Divisionen unterhalb der Ebene der höheren Kommandobehörden beziehungsweise der Korpsebene, denen die Geschwader und Regimenter unterstellt wurden.

### Bundesrepublik Deutschland
Nach Aufstellung der Luftwaffe bildeten zunächst unter anderem jeweils zwei Luftverteidigungsdivisionen und eine Luftangriffsdivision die beiden Luftwaffengruppen Nord und Süd. 1963 änderte sich die Zusammensetzung der zugeordneten Verbände weg von der Aufgabenbindung (Luftverteidigung/Luftangriff). Den Luftwaffengruppenkommandos wurden nun jeweils zwei Kampfdivisionen mit einem gemischten Fähigkeitsspektrum und je einer Unterstützungsdivision unterstellt. Die 7. Luftwaffendivision, die nach Rendsburg verlegte und aufgrund ihrer strategischen Lage nach einem Angriff des Warschauer Paktes möglicherweise vom restlichen Deutschland abgeschnitten worden wäre, wich hiervon ab und wurde zusätzlich zu den Kampfverbänden auch mit Unterstützungselementen für eine eigenständige Gefechtsführung ausgestattet.
Im Rahmen der Luftwaffenstruktur 2 ab 1968 verblieben vier Luftwaffendivisionen, die direkt dem neu aufgestellten Luftflottenkommando nachgeordnet wurden. Zugleich erfolgte eine Rückkehr zur Unterscheidung in  Luftangriffs- und Luftverteidigungsdivisionen: Die 1. und 3. Luftwaffendivision gliederten sich in die Jagdbombergeschwader, Leichten Kampfgeschwader, Flugkörpergeschwader, die beiden Waffenschulen und die Aufklärungsgeschwader. Zusätzlich unterstanden den Divisionskommandeuren die sogenannten Gefechtsstände Luftunterstützung beim I., II. und III. Korps.
Der 2. und 4. Luftwaffendivision wurden die Jagdgeschwader, die Flugabwehrraketengeschwader, die Fernmelderegimenter des Radarführungsdienstes und die Deutschen Anteile der Verbindungselemente zu den Gefechtsständen der NATO-Luftverteidigung zugeordnet.

### Deutsche Demokratische Republik
Die DDR gliederte die Luftstreitkräfte in die 1. und 3. Luftverteidigungsdivision (LVD), die beide aus den drei sogenannten Aeroklubs hervorgegangen waren. 1981 folgte mit dem Führungsorgan Front- und Armeefliegerkräfte (FO FAFK) ein weiteres Divisionsäquivalent, dem die Luftangriffs-, Aufklärungs- und Lufttransportkräfte unterstellt wurden. 1984, nach Ausgliederung der zwei Kampfhubschraubergeschwader, erfolgte dessen Umbenennung in Führungsorgan Front- u. Militärtransportfliegerkräfte (FMTFK). Führungsstab und Führungskommando der NVA-Luftstreitkräfte war das Kommando LSK/LV.

### Nach der Wiedervereinigung

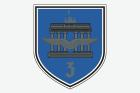
Kdo 3. LwDiv 1994–2006

Nach der Wiedervereinigung wurden die verbliebenen Verbände der Luftstreitkräfte/Luftverteidigung der NVA in der dafür aufgestellten 5. Luftwaffendivision zusammengefasst. Die Struktur der 5. Luftwaffendivision sah 1991 die Führung der beiden SA-5 Flugabwehrraketengeschwader 51 in Sanitz und 52 in Ladeburg, des Radarführungskommandos 3 in Fürstenwalde, des aufzustellenden Jagdgeschwaders 75 in Laage, des Erprobungsgeschwaders MiG-29 in Preschen und des Luftwaffenmusikkorps 5 in jeder Hinsicht vor. Truppendienstlich unterstellt waren zusätzlich der Flugsicherungssektor G in Berlin-Tempelhof, die Fernmeldeabteilung 14 in Waldsieversdorf, das Lufttransportgeschwader 65 in Neuhardenberg, das Luftwaffenversorgungsregiment 5 in Trollenhagen, die Außenstelle des Flugmedizinischen Instituts der Luftwaffe in Königsbrück, das V. Bataillon des Luftwaffenausbildungsregiments 1 in Holzdorf und die III. Inspektion der Technischen Schule der Luftwaffe 3 in Bad Düben.

### Luftwaffenstrukturen 4, 5 und 6
Mit Einnahme der Luftwaffenstruktur 4 wurde die 5. Luftwaffendivision ab 1. April 1994 zur 3. Luftwaffendivision. Zum 1. Januar 1995 verlegte die Division von Strausberg nach Berlin-Gatow. Die Luftangriffs- und -verteidigungsverbände wurden erneut gemischt den Luftwaffendivisionen zugeordnet und die Führung erfolgte durch die neu aufgestellten Luftwaffenkommandos Nord und Süd.
Mit der Außerdienststellung des Kommando 3. Luftwaffendivision in Berlin zum 30. Juni 2006 und der Auflösung der Luftwaffenkommandos Nord und Süd im Rahmen der Luftwaffenstruktur 5 im Jahr 2006 nahm die Führungsstruktur der Luftwaffe nahezu ihre heutige Gestalt an.
Am 1. Juli 2010 hatten die Kommandos der Luftwaffendivisionen die truppendienstliche Führung der Lufttransportverbände vom Lufttransportkommando übernommen.

### Neuausrichtung der Bundeswehr
Im Rahmen der Neuausrichtung der Bundeswehr wurden zum 30. Juni 2013 die Luftwaffendivisionen aufgelöst und die unterstellten Verbände zum 1. Juli 2013 direkt dem Kommando Einsatzverbände Luftwaffe in Köln-Wahn unterstellt.

## Bezeichnung und Standorte der Kommandos der Luftwaffendivisionen
| LwDiv | Bestand   | Standort(e)                                                | Bezeichnung                  | Bemerkung                                 |
| ----- | --------- | ---------------------------------------------------------- | ---------------------------- | ----------------------------------------- |
| 1.    | 1957–1963 | München                                                    | 1. Luftverteidigungsdivision | –                                         |
| 1.    | 1963–1968 | Fürstenfeldbruck                                           | 1. Luftwaffendivision        | –                                         |
| 1.    | 1968–1994 | Meßstetten                                                 | 1. Luftwaffendivision        | Luftangriff                               |
| 1.    | 1994–2001 | Karlsruhe                                                  | 1. Luftwaffendivision        | –                                         |
| 1.    | 2001–2013 | Fürstenfeldbruck                                           | 1. Luftwaffendivision        | –                                         |
| 2.    | 1959–1963 | München, Trier                                             | 2. Luftverteidigungsdivision | –                                         |
| 2.    | 1963–1970 | Karlsruhe                                                  | 2. Luftwaffendivision        | Unterstützungsdivision ohne Kampfverbände |
| 2.    | 1971–2013 | Birkenfeld                                                 | 2. Luftwaffendivision        | Luftverteidigung (bis 1994)               |
| 3.    | 1957–1963 | Münster                                                    | 3. Luftverteidigungsdivision | –                                         |
| 3.    | 1963–1994 | Kalkar                                                     | 3. Luftwaffendivision        | Luftangriff (ab 1970)                     |
| 3.    | 1994–2006 | Berlin-Gatow                                               | 3. Luftwaffendivision        | –                                         |
| 4.    | 1959–1963 | Münster, (ab 1960) Aurich                                  | 4. Luftverteidigungsdivision | –                                         |
| 4.    | 1963–2013 | Aurich                                                     | 4. Luftwaffendivision        | Luftverteidigung (bis 1994)               |
| 5.    | 1958–1961 | Trier                                                      | Fliegerführer Süd            | –                                         |
| 5.    | 1961–1963 | Karlsruhe                                                  | Fliegerdivision Süd          | –                                         |
| 5.    | 1963–1971 | Birkenfeld                                                 | 5. Luftwaffendivision        | –                                         |
| 5.    | 1991–1994 | Strausberg, 1994 Verlegung nach Berlin-Gatow und Auflösung | 5. Luftwaffendivision        | Führung/Auflösung der Verbände der LSK/LV |
| 6.    | 1963–1970 | Münster                                                    | 6. Luftwaffendivision        | Unterstützungsdivision ohne Kampfverbände |
| 7.    | 1960–1962 | Münster                                                    | Fliegerführer Nord           | –                                         |
| 7.    | 1962–1963 | Münster                                                    | Fliegerdivision Nord         | –                                         |
| 7.    | 1963–1968 | Rendsburg                                                  | 7. Luftwaffendivision        | –                                         |

## Luftwaffendivisionen der Bundeswehr
Da sich die Einsatz- und Führungsgrundsätze der Luftstreitkräfte elementar von denen der Landstreitkräfte unterscheiden, hatte eine Luftwaffendivision anders als die Division beim Heer keinen Auftrag für eine selbstständige Gefechtsführung. Sie diente vielmehr als ein organisatorisches Element zur Verbesserung der Führungsfähigkeit der Luftstreitkräfte im Frieden.
Die Einsatzverbände der Luftwaffe auf Regimentsebene (Geschwader, Bereich, Regiment) wurden in drei Luftwaffendivisionen zusammengefasst:
| Division     | Division              | Sitz             |
| ------------ | --------------------- | ---------------- |
| Kdo 1. LwDiv | 1. Luftwaffendivision | Fürstenfeldbruck |
| Kdo 2. LwDiv | 2. Luftwaffendivision | Birkenfeld       |
| Kdo 4. LwDiv | 4. Luftwaffendivision | Aurich           |

### Führung
Der Kommandeur einer Luftwaffendivision war ein Generalmajor. In seine Verantwortung fiel die Sicherstellung der personellen und materiellen Einsatzbereitschaft der unterstellten Verbände innerhalb seines Großverbands. Er unterstand direkt dem Befehlshaber des Luftwaffenführungskommandos. Der Divisionskommandeur wurde durch einen Kommandostab (Kdo LwDiv) mit etwa 140 Soldaten und Zivilbeschäftigten unterstützt und beraten. Dieser war in die Führungsgrundgebiete
- A1 (Personalwesen, Innere Führung, Öffentlichkeitsarbeit)
- A2 (Nachrichtenwesen, Militärische Sicherheit)
- A3 (Einsatz-/Führungsgrundlagen, Ausbildung, Übungen)
- A4 (Logistik, Materialbewirtschaftung)
- A6 (Führungsunterstützung, Informationsmanagement)

unterteilt. Weitere Elemente waren Controlling, Divisionsarzt, Rechtsberater (zugleich Wehrdisziplinaranwalt) und die Abteilung Verwaltung.
Neben der Zuarbeit für den Divisionskommandeur war dieser Stab ein Arbeitsmuskel für die vorgesetzte höhere Kommandobehörde, den Stab des Luftwaffenführungskommandos, zum Beispiel bei der Vorbereitung von Übungen. Er unterstützte personell bei Bedarf mit Luftwaffenexpertise für den Stab eines Kontingentführers im Einsatz und mit Verstärkungskräften für das Kommando Operative Führung Luftstreitkräfte beim Aufwuchs zu einem Einsatzgefechtsstand (Air Component Command Headquarters/Air Operation Centre).

### Unterstellte Verbände/Dienststellen

Die Luftwaffendivisionen mit den unterstellten Verbänden

Luftwaffendivisionen wurden weitestgehend querschnittlich aufgestellt. Das heißt, es handelte sich hierbei nicht um Divisionen mit einem Spezialgebiet, sondern vielmehr wurde das gesamte Fähigkeitsspektrum der Einsatzverbände der Luftwaffe in unterschiedlicher Ausprägung abgebildet. So verfügten alle Luftwaffendivisionen über ein Jagdgeschwader, ein Flugabwehrraketengeschwader und mindestens einen Einsatzführungsbereich. Zusätzlich war ein Tornado-Verband unterstellt.
Die deutlichsten Unterscheidungen ergeben sich aus der Unterstellung von Verbänden und Dienststellen, die in der Luftwaffe nur einmal vorkommen. Hierzu zählt etwa das Objektschutzregiment der Luftwaffe (4. LwDiv), die Einsatzunterstützungsgruppe der Luftwaffe (2. LwDiv) oder das Taktische Ausbildungskommando der Luftwaffe Italien und der deutsche Anteil des NATO-E-3A-Verbands (1. LwDiv).
Die Personalstärke betrug bis zu 12.000 Soldaten und zivile Beschäftigte.